# Laje do Muriaé
Laje do Muriaé est une municipalité brésilienne de l'État de Rio de Janeiro et la Microrégion d'Itaperuna.